# سيمون فيلبيس
سيمون فيلبيس (بالإنجليزية: Simon Phillips)‏ هو منتج أفلام وممثل بريطاني، ولد في 1980 في المملكة المتحدة.

## وصلات خارجية
- سيمون فيلبيس على موقع IMDb (الإنجليزية)
- سيمون فيلبيس على موقع قاعدة بيانات الفيلم (الإنجليزية)